# Marsala (Wein)

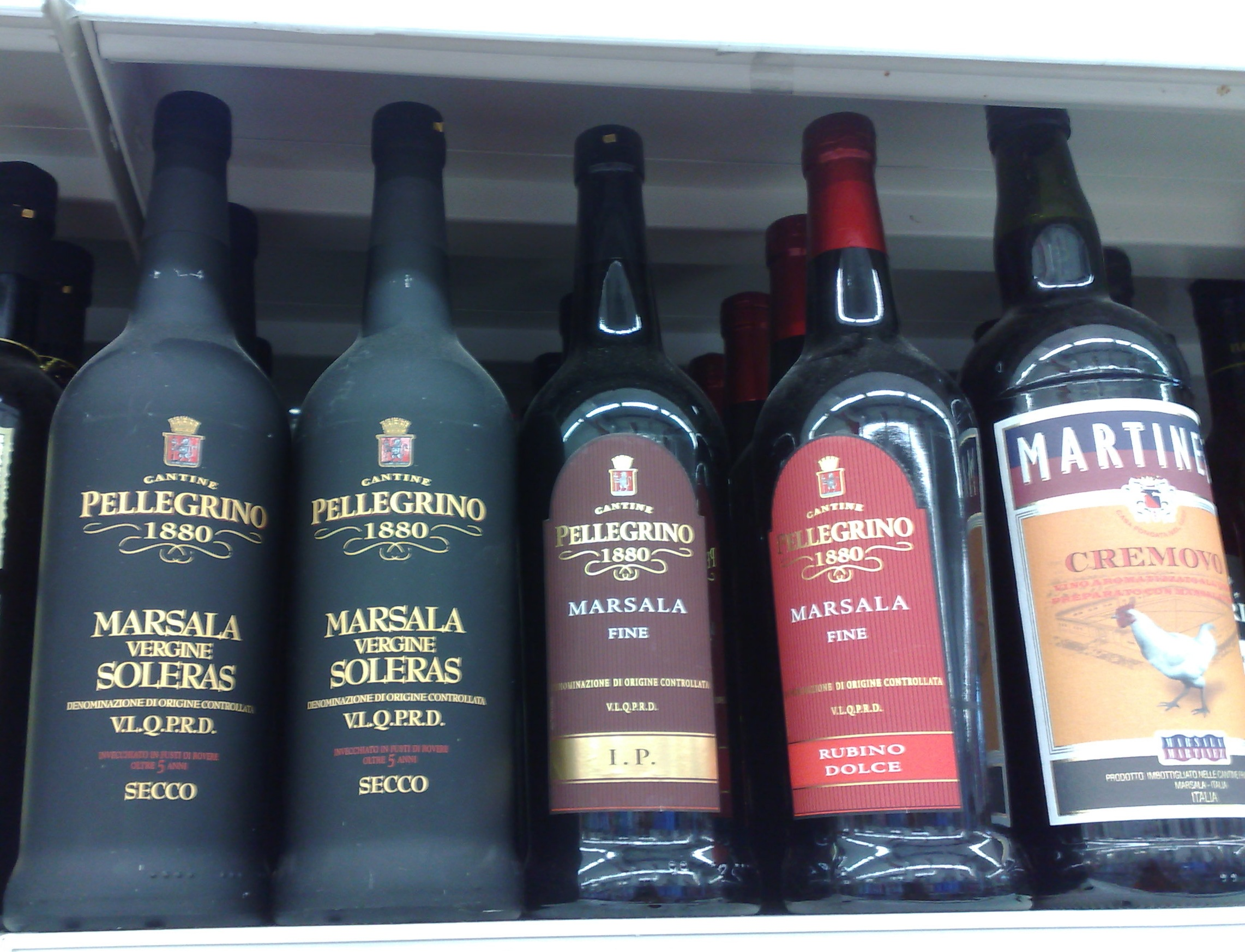
Marsalaweine

Der Marsala DOC (auch als Vino Marsala oder Vino di Marsala bezeichnet) ist ein Likörwein, der seinen Namen von der sizilianischen Hafenstadt Marsala hat, von wo aus er hauptsächlich nach England exportiert wird. Er wird teilweise gespritet, d. h. mit Alkohol angereichert, insbesondere die Spitzensorten sind jedoch ungespritet. Die Weine besitzen seit 1969 eine „kontrollierte Herkunftsbezeichnung“ (Denominazione di origine controllata – DOC), die zuletzt am 7. März 2014 aktualisiert wurde.
Damit der Wein den Schiffstransport gut überstehen konnte, wurde er mit reinem Alkohol versetzt, um ihn zu konservieren. Der Engländer John Woodhouse hatte sich zuvor mit der Herstellung von Portwein und Sherry befasst und verschiffte 1773 die ersten aufgespriteten Weine von Marsala. Weitere wichtige Weindynastie-Familien waren die beiden über William Ingham miteinander verwandten englischen Familien Ingham, Whitaker sowie die einheimischen Florio.
Da heute trockene Weißweine gefragt sind, ist der Marsala als gespriteter Wein stark zurückgedrängt worden und hat nur noch eine geringe wirtschaftliche Bedeutung. In früheren Jahrhunderten beherrschte er jedoch den Markt. Nur wenige Weinhäuser pflegen noch die Tradition. Bekanntestes Beispiel sind die Cantine Florio in Trapani.
Der angereicherte Marsala wird heute als Dessertwein serviert oder zum Aromatisieren von Obstsalat und Süßwaren verwendet.
Durch Zugabe von Eigelb und Zucker wird dem Marsala (Marsala all’uovo – Marsala mit Ei) ein süßer und milder Geschmack verliehen. Er wird dadurch dickflüssiger und dunkler. Diese Art des Marsalas wird nach dem Essen ausgeschenkt.

## Anbau
Die Anbauzone umfasst das gesamte Freie Gemeindekonsortium Trapani, außer den Gebieten von Pantelleria, Favignana und Alcamo.
Im Jahre 2020 wurden von 1527 Hektar Rebfläche 48.291 Hektoliter DOC-Wein erzeugt. Dies ist eine Abnahme von 18,6 % gegenüber dem Vorjahr.

## Erzeugung

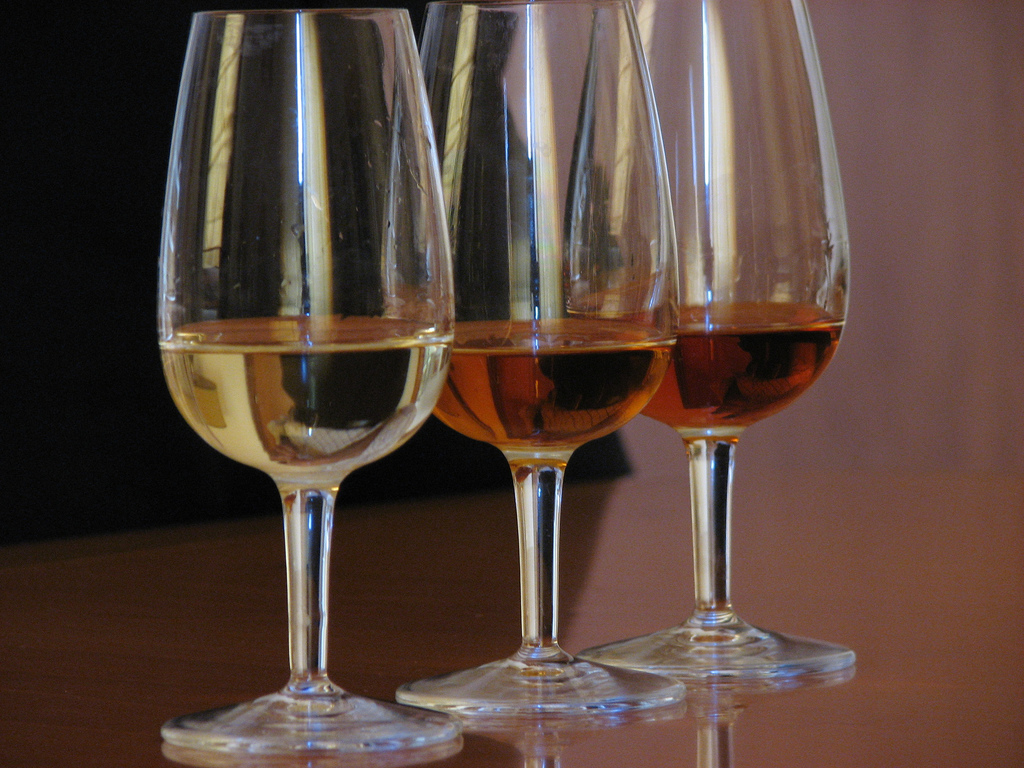
Proben von Marsala-Weinen (einschließlich Oro und Ambra)

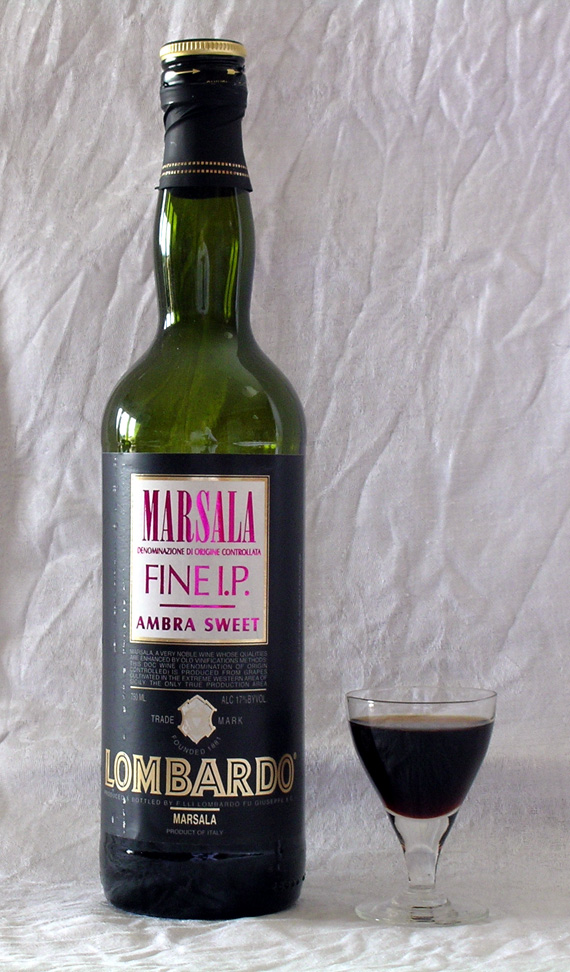
Roter Marsala aus Sizilien

Die Denomination erlaubt für die gespriteten Sorten die Zusatzprädikate Fine, Superiore, Superiore Riserva, Vergine oder Soleras, Vergine Riserva oder Soleras Riserva sowie Vergine Stravecchio beziehungsweise Soleras Stravecchio auf dem Etikett. Sie können in den Farben „oro“ (goldfarben), „ambra“ (bernsteinfarben) oder „rubino“ (rubinrot) produziert und angeboten werden.
Die zugelassenen Rebsorten sind:
- Marsala oro und Marsala ambra: Die Sorten Grillo und/oder Cataratto und/oder Inzolia und/oder Damaschino müssen (einzeln oder gemeinsam) zu 100 % enthalten sein.
- Marsala rubino: Folgende Rebsorten sind erlaubt: Perricone (lokal auch „Pignatello“ genannt) und/oder Nero d’Avola und/oder Nerello mascalese. Höchstens 30 % der Sorten Grillo und/oder Cataratto und/oder Inzolia und/oder Damaschino dürfen zugesetzt werden.

Die Weine können folgende Bezeichnungen tragen:
- secco (trocken), hat weniger als 40 g/l Restzucker
- semisecco bzw. abboccato (halbtrocken), enthält 40–100 g/l Restzucker
- dolce (süß), besitzt mehr als 100 g/l Restzucker.

Vorgeschriebene Reifezeit: (in Holzfässern aus Eiche oder Kirschbaum)
- Marsala Fine: mindestens ein Jahr
- Marsala Superiore: mindestens zwei Jahre
- Marsala Superiore Riserva: mindestens vier Jahre
- Marsala Vergine oder Soleras: mindestens fünf Jahre
- Marsala Vergine Stravecchio oder Riserva: mindestens zehn Jahre

## Beschreibung
Laut Denomination (Auszug):

### Marsala Fine
- Farbe: mögliche Farben siehe oben
- Geruch: charakteristisch
- Geschmack: charakteristisch
- Alkoholgehalt: mindestens 17,5 Vol.-%
- Säuregehalt: mind. 3,5 g/l
- Trockenextrakt: mind. 17,0 g/l

### Marsala Superiore
- Farbe: mögliche Farben siehe oben
- Geruch: charakteristisch
- Geschmack: charakteristisch
- Alkoholgehalt: mindestens 18,0 Vol.-%
- Säuregehalt: mind. 3,5 g/l
- Trockenextrakt: mind. 17,0 g/l

### Marsala Vergine oder Soleras
- Farbe: mögliche Farben siehe oben
- Geruch: charakteristisch
- Geschmack: charakteristisch
- Alkoholgehalt: mindestens 18,0 Vol.-%
- Säuregehalt: mind. 3,5 g/l
- Trockenextrakt: mind. 21,0 g/l
- Gesamtzuckergehalt: maximal 4 g/l